# Папа (фильм, 2004)
«Па́па» — российский драматический художественный фильм 2004 года, снятый Владимиром Машковым по мотивам пьесы Александра Галича «Матросская тишина».

## Сюжет
Конец 1920-х годов. В маленьком украинском городке Тульчине живёт еврейская семья: Абрам Ильич Шварц и его 12-летний сын Давид (Додик). Отец держит небольшой склад и увлекается коллекционированием открыток, а сын под строгим присмотром отца учится играть на скрипке  в свободное время гуляя с уличными мальчишками и соседской девочкой Таней Сычёвой, в которую влюблён.
Однажды к Абраму приходит старый друг Мейер Вольф, побывавший в Иерусалиме и вернувшийся на родину в Тульчин. Мейер привёз Абраму открытки, тот показывает Мейеру остальную коллекцию и обнаруживает пропажу трёх французских открыток: Додик украл их, чтобы поставить на кон в уличных играх с Лёнчиком — предводителем местных хулиганов. Абрам находит сына на улице и бьёт его на глазах Мейера и всех соседей. Мейер советует Додику не обижаться на отца и рассказывает, что «Стена Плача» не произвела на него впечатления. Вечером Абрам сильно напивается, ещё несколько раз ссорится и мирится с Давидом и предрекает ему успешную жизнь. В одну из ночей Давид уезжает на поезде в Москву.
Проходит десять лет. Давид — лучший студент Московской консерватории, активно выступает с концертами. Он пользуется успехом у женщин, у него друзья в творческих кругах Москвы, а Таня Сычёва — его невеста. Однажды прямо во время вечеринки с Таней, друзьями и партийным секретарём Чернышовым в общежитие к Давиду неожиданно приезжает Абрам, проведать сына и посмотреть Москву. Но Давид не рад его приезду: во-первых, он стыдится неопрятного вида отца, а во-вторых, Абрам в присутствии Чернышова рассказывает, что всё ещё в Тульчине занимается коммерцией, из-за чего Давид опасается серьёзных проблем. Давид прогоняет отца, и тот уезжает домой, не зная, что видел сына в последний раз.
Действие переносится вперёд ещё на несколько лет. Великая Отечественная война. Давиду на фронт приходит письмо о том, что отец убит нацистами в тульчинском гетто. Позже Давид получает контузию, ранение руки и оказывается в санитарном поезде, где медсестрой служит его давняя знакомая — поэтесса и активистка консерватории Людмила Шутова. От неё Давид узнаёт, что Таня жива и ждёт его дома беременная.
У Давида газовая гангрена руки, ему грозит ампутация. Людмила просит хирурга-коменданта санитарного поезда полковника Георгия Смородина не ампутировать Давиду руку, так как это погубит его музыкальную карьеру. На вопрос Смородина о том, почему она так печётся о Давиде, Людмила признаётся, что любит его. Затем она врёт Давиду, что ему якобы сохранят руку.
На стоянке поезда Давиду в бреду является призрак отца. Он рассказывает о том, как его и Мейера Вольфа расстреляли нацисты, а Давид — о том, как они потом отбили оставшийся в руинах Тульчин («узнавать было нечего»), как там Давид увидел знакомую стену, у которой в детстве играл с ребятами, и вспомнил рассказ Мейера Вольфа о «Стене Плача».
Давид, несмотря на слова Люды, знает, что его ждёт ампутация, и переживает, что не сможет больше играть на скрипке. Абрам успокаивает сына, что при этом он вернётся с войны героем к любимой Татьяне, а на скрипке будет учиться играть его маленький сын, как когда-то учился играть он сам.
Давид просит у отца прощения за скандал в общежитии консерватории, но Абрам говорит, что уже забыл об этом и простил сына, однако слегка укоряет его за украденные открытки. После этого отец навсегда прощается с Давидом и обещает присниться ему когда-нибудь ещё раз. Поезд отправляется. Давид кричит «Папа!»
Фильм завершается надписью «Нашим папам посвящается».

## Режиссёр о своём фильме
«История, рассказанная в этом фильме, — древняя вечная история о любви, предательстве и прощении. Эта история заключена в круг жизни, по которому нас ведёт любовь к родителям. Родители — единственные люди на земле, любящие нас бескорыстно, ни за что. Но платить за эту любовь мы не всегда способны. Ошибочно считается, что дети — наше будущее. Это не так. Наше будущее за родителями, потому что мы идём к ним, всех нас ждёт один конец, один исход. И от того, насколько близок этот наш путь к родителям, насколько он наполнен искренней любовью, зависят наши отношения с собственными детьми. Дети идут за нами, мы — их будущее». — Владимир Машков.

## Актёры и роли

### В главных ролях
- Владимир Машков — Абрам Ильич Шварц
- Егор Бероев — Давид Шварц, сын Абрама
- Андрей Розендент — Давид Шварц (в возрасте двенадцати лет)

### В ролях
- Ксения Лаврова-Глинка — Людмила Шутова
- Сергей Дрейден — Мейер Вольф
- Ольга Красько — Таня Сычёва
- Ольга Мирошникова — Хана
- Анатолий Васильев — Иван Кузьмич Чернышов
- Андрей Кузичев — Славка Лебедев
- Сергей Угрюмов — Митя Жучков
- Зоя Терехова — Роза Гуревич
- Артур Смольянинов — Лёнчик
- Николай Попков — Георгий Борисович Смородин, врач-хирург в санитарном поезде
- Андрей Смоляков — старшина Одинцов
- Анна Уколова — Ариша, медсестра в санитарном поезде
- Лидия Пахомова — Таня Сычёва (в 12 лет)
- Ксения Баркалова — Хана (в 12 лет)
- Пётр Томашевский — Васильев
- Илья Рубинштейн — Яков Гуревич
- Сергей Колесников — начальник санитарного поезда
- Григорий Боковенко — начальник станции
- Сергей Крылов — Сеня Гуревич
- Назарий Прокопов — Ицхак Гуревич
- Вадим Кравчук — Шлёма Гуревич
- Михаил Володин — «Спиря»
- Кирилл Медведев — «Серый»
- Константин Иваночкин — «Шурец»
- Станислав Бабаев — «Буня»
- Александр Обласов — раненый в операционной
- Юлия Александрова — студентка в общежитии
- А также: Борис Тренин, Давид Кудренацкий, Олег Кудренацкий, Павел Кудренацкий, Богдан Кудренацкий, Вера Харыбина, Дмитрий Марин, Оксана Шелест, Юрий Истомин, Иван Беседин, Вадим Брозголь и другие.

## Съёмочная группа
- Авторы сценария: Владимир Машков и Илья Рубинштейн, по мотивам пьесы Александра Галича «Матросская тишина»
- Режиссёр фильма: Владимир Машков
- Режиссёр: Тамара Владимирцева
- Главный оператор: Олег Добронравов
- Главный художник: Владимир Аронин
- Звукорежиссёр: Екатерина Попова-Эванс
- Художник по костюмам: Регина Хомская
- Операторы: Владислав Берковец, Сергей Наугольных
- Продюсер: Михаил Зильберман
- Генеральные продюсеры: Владимир Машков, Игорь Толстунов

## Саундтрек
- Идея музыки фильма: маэстро Владимир Спиваков.
- Композитор: Дмитрий Атовмян.
- Прозвучали произведения:
  - Д. Шостакович. Симфония № 5 (оп. 47), камерная симфония (оп. 110а);
  - П. Чайковский. Концерт для скрипки с оркестром (оп. 35);
  - С. Рахманинов. Вокализ;
  - Егерский марш (старинный русский марш);
  - Камерная симфония для струнного оркестра до-минор оп.110а (Шостакович)[2].
- Исполнители:
  - Государственный камерный оркестр «Виртуозы Москвы» (худ. руководитель и дирижёр — Владимир Спиваков);
    - Соло скрипки — Владимир Спиваков, Алексей Лундин, Андрей Розендент.
    - Партия фортепиано — Сергей Безродный;

  - Симфонический оркестр имени С. В. Рахманинова (дирижёр — Дмитрий Атовмян);
  - Национальный филармонический оркестр России (худ. руководитель и дирижёр — Владимир Спиваков).
- Фоновая музыка:
  - «Лейся, песня» (муз. В. Пушкова, сл. А. Апсолона, исп. Леонид Утёсов и его оркестр);
  - «Москва майская» (муз. Дм. и Дан. Покрасс, сл. В. Лебедева-Кумача, исп. оркестр и хор ГАБТ СССР);
  - «Спортивный марш» из к/ф «Вратарь» (муз. И. Дунаевского, сл. В. Лебедева-Кумача, исп. оркестр и хор ГАБТ СССР);
  - песня из к/ф «Девушка спешит на свидание» (муз. И. Дунаевского, сл. В. Лебедева-Кумача, исп. Ефрем Флакс, женский ансамбль и джаз-оркестр);
  - «Последний летний день» (муз. А. Цфасмана, исп. оркестр п/у А. Цфасмана).

## Съёмки
- Съёмочный период картины продлился с 24 мая по 16 ноября 2003 года. Съёмки проводились в Москве и в городе Каменец-Подольский[источник не указан 4532 дня].
- Экспедиций в Каменец-Подольский было две: летом (с 11 июля по 26 августа) снимали Тульчин 1929 года, осенью (с 20 октября по 16 ноября) — Тульчин во время Великой Отечественной войны[источник не указан 4532 дня].
- Дипломная работа Владимира Машкова (роль Абрама Шварца) в школе-студии МХАТ, мастерской О. П. Табакова, стала одной из лучших за всю более чем удачную актёрскую карьеру. Табаков сказал: «Володя вошёл и в жизнь, и в театр, зная негативные стороны и жизни, и театра. Трудно начинал, был изгнан из школы, снова возвращался. Но неистовость желания заниматься своим делом всё пересилила… Когда он сыграл старика Абрама Шварца в пьесе Галича, стало ясно, что на свет появился Актёр…»[3].
- Машкову было всего 24 года, когда он впервые сыграл роль Абрама Шварца, и с тех пор более четырёхсот раз выходил на сцену в его образе на сцене Московского театра-студии под руководством Олега Табакова.
- Рабочее название фильма — «Матросская тишина». Затем Машков сменил его на «Папа». Он считает, что этот вариант лучше отражает содержание фильма, сводящееся к одной простой мысли: дети зачастую очень поздно осознают роль родителей в своей жизни. Машков признаётся, что эта тема близка ему сейчас как никогда. Своих родителей он потерял, учась на втором курсе театрального училища, и чем дальше, тем больше переживает эту потерю. Более близких людей, говорит он, у него не было и не будет[4].
- Дочь Александра Галича, автора пьесы «Матросская тишина», по мотивам пьесы которого был снят фильм, оскорбило, что Машков даже не удосужился поставить её в известность о своих планах, и никакого разрешения на «мотивы» и изменение названия она не давала[5].

## Технические данные (DVD)
- Издатель: Central Partnership
- Формат: 16:9
- Треки: Dolby Digital 5.1, DTS
- Регион: 5
- Язык: Русский
- Субтитры: Отсутствуют
- Продолжительность: 94 мин.
- Дополнения: Отсутствуют

## Рецензии
Автор рецензии в «Независимой газете» Екатерина Барабаш обвиняет фильм в «театральщине» и в том, что фильм не получился, несмотря на слёзы в зрительном зале и приз зрительских симпатий на Московском фестивале (фильм моментами действительно хватает за душу).
«Машков, кажется, собрал в образе Абрама все известные и когда-либо виданные им внешние признаки несчастных стариков: он грязен необычайно, головой трясет отчаянно, суетится сверх всякой меры, интонации выработал максимально придурочные. Кажется, все: режиссёр, актёры, художники — только и работали на то, чтобы образ Абрама стал как можно более явным, что ли, театральным, бьющим в глаза. И правда, были моменты, когда становилось грустно, и можно понять тех, кто проливал искреннюю слезу. В конце концов, у всех есть родители и каждый чувствует вину перед ними. Грех не всплакнуть.
Роль Абрама Шварца у Табакова была первой настоящей ролью Машкова, всё, что он вынес тогда из этого спектакля, он с лёгкой душой перенёс в фильм, не особо даже удосужившись поменять театральное пространство на киношное. Перед нами, собственно, перенесённый на экран давнишний спектакль Табакова, и всех-то делов. Это, кстати, к вопросу об отцах и сыновьях. Практически нигде Машков не упомянул тот спектакль, который и стал впоследствии фильмом „Папа“. Нигде он не поблагодарил Табакова — ну просто за то, что именно там он и сыграл Абрама Шварца, которого и перенёс потом на плёнку. Похоже, о проблеме отцов и детей Машков теперь знает не понаслышке. Кстати, по Данте, один из кругов ада специально предназначен для предателей своих благодетелей».
Последние утверждения, как минимум, спорны, принимая во внимание, что не где-нибудь, а в самых титрах фильма благодарность режиссёра недвусмысленна: «Учителю, Народному Артисту Олегу Табакову».

## Награды
Фильм «Папа» завоевал следующие кинонаграды:
- 2004 — приз зрительских симпатий на XXVI Московском международном кинофестивале.
- 2004 — приз за лучшую мужскую роль на XII Фестивале российского кино «Окно в Европу» в Выборге (актёр Владимир Машков).
- 2004 — приз «Выборгский счёт» на XII Фестивале российского кино «Окно в Европу» в Выборге (режиссёр Владимир Машков).
- 2005 — кинопремия «Золотой орёл» «Национальной академии кинематографических искусств и наук России» в Москве в номинации «Лучшая работа художника-постановщика» за 2004 год (Владимир Аронин).
- 2005 — приз «За лучшую мужскую роль» на XIII Российском кинофестивале «Виват, кино России!» в Санкт-Петербурге (актёр Егор Бероев).